# Аляров Умуд Мамед Тагі-огли
Умуд Мамед Тагі-огли Ал́яров (азерб. Umud Məmmədtağı oğlu Əlyarov; нар. 1 січня 1937, Сафаралієв) — радянський азербайджанський передовик виробництва у галузі виноградарства.

## Біографія
Народився 1 січня 1937 року в смт Сафаралієв Ханларського району Азербайджанської РСР (нині місто Самух Самухського району Азербайджану).
З 1973 року бригадир виноградарів радгоспу імені Сафаралієва Ханларського району. Член КПРС з 1977 року.
Бригада, очолювана Аляровим, отримала високі врожаї винограду (ц/га):
- в 1975 році — 155,8 (з площі 60 га);
- в 1976 році — 199,4 (з площі 60 га);
- в 1977 році — 121,6 (з площі 79 га);
- в 1978 році — 141,4 (з площі 111 га);
- в 1979 році — 191,3 (з площі 111 га);
- в 1980 році — 208,2 (з площі 102 га).

## Відзнаки
- Лауреат Державної премії СРСР (1980 рік; за освоєння і впровадження прогресивної технології, комплексної механізації при обробленні технічних, овочевих, плодових культур, картоплі, льону, бавовни, чаю та отримання високих врожаїв цих культур)[1];
- Нагороджений орденами Жовтневої Революції та «Знак Пошани».